# Angka hexops
Genre
Espèce
Angka hexops, unique représentant du genre Angka, est une espèce d'araignées mygalomorphes de la famille des Microstigmatidae.

## Distribution
Cette espèce est endémique de la province de Chiang Mai en Thaïlande,. Elle se rencontre à 2 565 m d'altitude sur le Doi Inthanon.

## Description
Le mâle holotype mesure 12,5 mm et la femelle paratype 15 mm.

## Publication originale
- Raven & Schwendinger, 1995 : Three new mygalomorph spider genera from Thailand and China (Araneae). Memoirs of the Queensland Museum, vol. 38, no 2, p. 623-641 (texte intégral).